# Diga Bakun

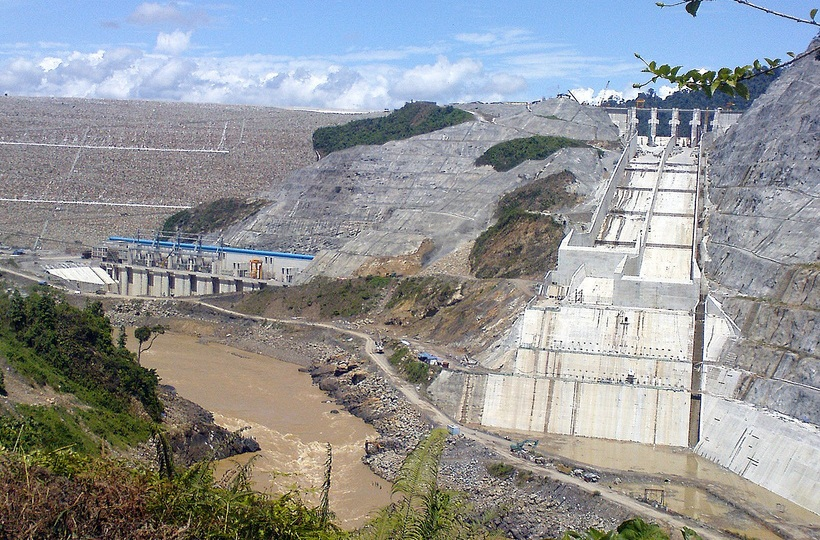
Diga Bakun

La diga Bakun è una diga costruita a Sarawak in Malaysia lungo il fiume Balui, un affluente del fiume Rajang. Si trova a 60 chilometri ad ovest di Belaga.

È stata progettata per generare 2400 Megawatt di elettricità ed essere la seconda diga più alta al mondo con parete in calcestruzzo. È stata completata il 6 agosto 2011 ed è stata costruita dalla Sinohydro Corporation.
Lo scopo della diga è di rispondere alla crescente richiesta di energia elettrica nella penisola malese ma non nella Malesia orientale dove è situata la diga stessa, e di trattenere in loco solo il 30% dell'energia generata.
In futuro si pensa di includere la diga nella (ancora in via di realizzazione) rete del Trans-Borneo che fornirebbe energia a Sarawak, Sabah, Brunei, e a Kalimantan (Indonesia); sebbene se ne sia fatta menzione anche negli incontri dell'ASEAN, nessuna azione è stata ancora intrapresa dai membri.

## Ambiente e danni sociali
L'inondazione della diga Bakun cominciò il 13 ottobre 2010, con un errore iniziale, e inondò 700 km² di territorio, l'equivalente dell'estensione di Singapore.
Le foreste pluviali di quest'area hanno il più alto tasso di piante e animali endemici, specie che non si trovano in nessun altro posto del pianeta. Perciò si è provocato un danno irreparabile alla regione.
La costruzione della diga ha richiesto la riallocazione di 9000 residenti nativi (principalmente Kayan/Kenyah).
I nativi di Sarawak sono stati spostati negli insediamenti di Sungai Asap a Bakun; queste popolazioni sono per lo più agricoltori.